# Shamshiadad V
Šamšiadad V o Šamši-Adad (también transcrito como Shamshi-Adad/Shamshiadad) fue rey de Asiria en el período comprendido entre 823 a. C. y 811 a. C. Fue hijo y sucesor de Salmanasar III, marido de la reina Sammuramat (identificada por algunos como la mítica Semiramis), y padre de Adad-nirari III, que le sucedió.

## Campañas militares
Su primera tarea de gobierno fue acabar con la rebelión que había protagonizado su hermano Aššurdanappli, todavía en vida de su padre, por haber sido descartado para la sucesión. Para ello hubo de comprar el apoyo o la neutralidad del rey de Babilonia, Marduk-zakir-šumi I. 
Después de tres campañas militares contra príncipes rebeldes del País de Mairi, los maneos y los medos, decidió vengarse de los babilonios, por la humillación sufrida al principio de su reinado. En 816 a. C. atacó y venció a su rey Marduk-balassu-iqbi, capturando a numerosos prisioneros, que fueron llevados a Nínive.

## Consecuencias del reinado

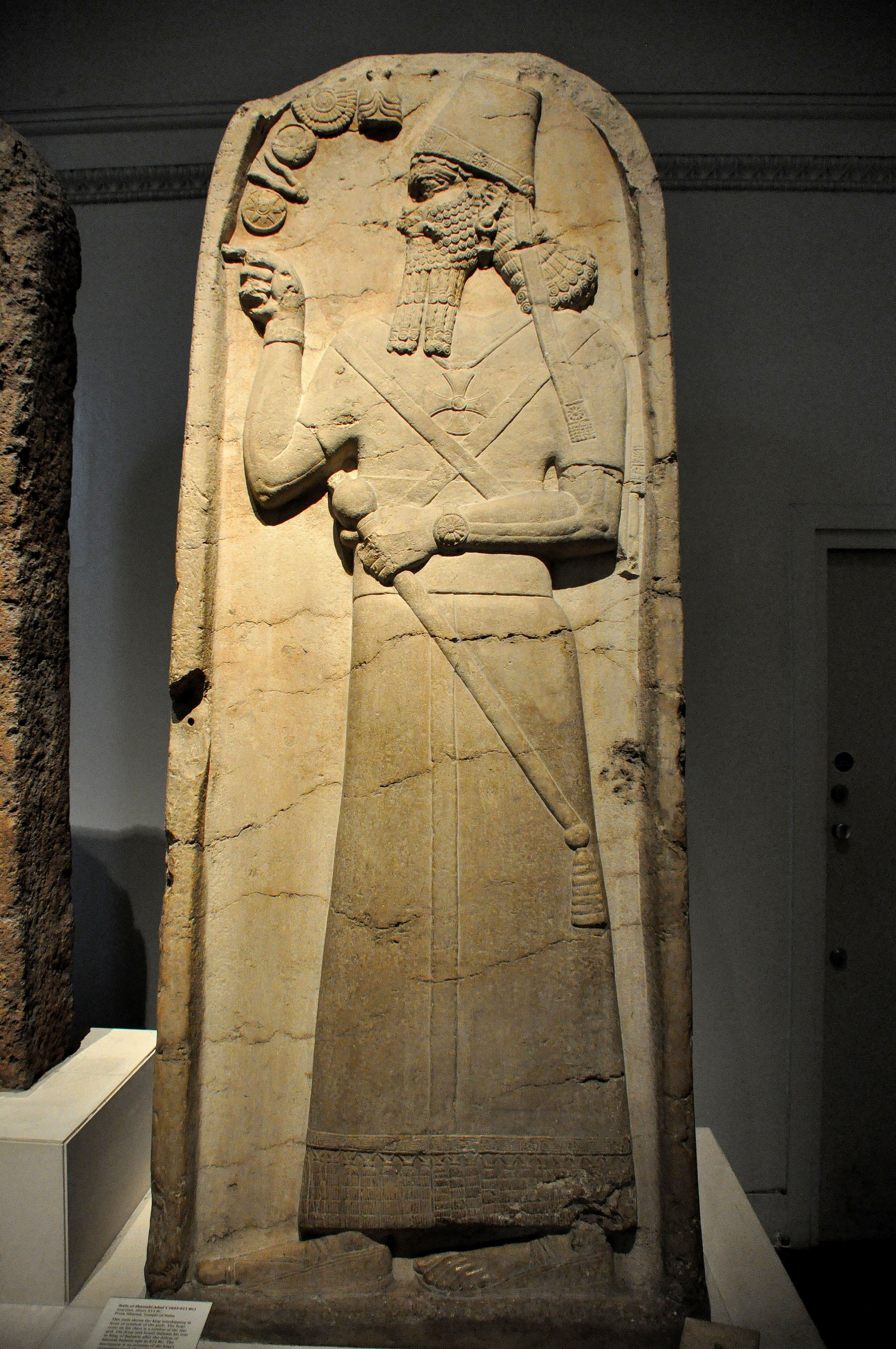
Estela de Šamši-Adad V procedente del templo de Nabu en Nimrud.

Bajo su reinado, Asiria no alcanzó el poder logrado por sus antecesores, pero al menos pudo sobreponerse a la grave crisis política que atravesó al recibir el trono. En el momento de su muerte, su hijo Adadnarari III era menor de edad, por lo que la regencia fue ejercida por la reina madre, la babilonia Sammurat, que ha pasado a la historia con el nombre de Semíramis, a través de las leyendas griegas.